# او خوب سنگ می‌زند
او خوب سنگ می‌زند فیلمی به کارگردانی هادی محقق ساختهٔ سال ۱۳۹۱ است.

## بازیگران
- ساعد سهیلی در نقش حمید
- احمدرضا درخشان در نقش بردو
- قربان نجفی
- داوود عین آبادی

## جوایز
- بهترین فیلم بخش بین‌الملل و بهترین دستاورد هنری از سی و دومین دوره جشنواره فیلم فجر[۱][۲]